# ایکلی (مینه‌سوتا)
ایکلی، مینه‌سوتا (به انگلیسی: Akeley, Minnesota) یک شهر در ایالات متحده آمریکا است که در مینه‌سوتا واقع شده‌است.

## خصوصیات
ایکلی ۳٫۸۸ کیلومترمربع مساحت و ۴۳۲ نفر جمعیت دارد و ۴۳۶ متر بالاتر از سطح دریا واقع شده‌است.